# Санта-Росалия (Колумбия)
Санта-Росалия (исп. Santa Rosalía) — город и муниципалитет на востоке Колумбии, на территории департамента Вичада.

## История
Поселение, из которого позднее вырос город, было основано 4 сентября 1970 года. Муниципалитет Санта-Росалия был выделен в отдельную административную единицу в 1993 году.

## Географическое положение

Муниципалитет Санта-Росалия

Город расположен на севере департамента, в пределах равнины Льянос-Ориноко, к югу от реки Меты, на расстоянии приблизительно 389 километров к западу-юго-западу (WSW) от города Пуэрто-Карреньо, административного центра департамента. Абсолютная высота — 120 метров над уровнем моря.
Муниципалитет Санта-Росалия граничит на северо-востоке с территорией муниципалитета Ла-Примавера, на юге — с муниципалитетом Кумарибо, на северо-западе — с территорией департамента Касанаре, на западе — с территорией департамента Мета. Площадь муниципалитета составляет 3937 км².

## Население
По данным Национального административного департамента статистики Колумбии, совокупная численность населения города и муниципалитета в 2015 году составляла 4012 человек.
Динамика численности населения муниципалитета по годам:
| 2005 | 2006 | 2007 | 2008 | 2009 | 2010 | 2011 | 2012 | 2013 | 2014 | 2015 |
| ---- | ---- | ---- | ---- | ---- | ---- | ---- | ---- | ---- | ---- | ---- |
| 3250 | 3336 | 3420 | 3502 | 3581 | 3659 | 3734 | 3807 | 3877 | 3946 | 4012 |

Согласно данным переписи 2005 года мужчины составляли 51,2 % от населения Санта-Росалии, женщины — соответственно 48,8 %. В расовом отношении белые и метисы составляли 74,7 % от населения города; индейцы — 23,6 %; негры, мулаты и райсальцы — 1,7 %.
Уровень грамотности среди всего населения составлял 76,1 %.

## Экономика
Основу экономики Санта-Росалии составляет сельское хозяйство.
58,3 % от общего числа городских и муниципальных предприятий составляют предприятия торговой сферы, 33,3 % — предприятия сферы обслуживания, 8,3 % — промышленные предприятия, 0,1 % — предприятия иных отраслей экономики.

## Транспорт
К югу от города проходит национальное шоссе № 40 (исп. Ruta Nacional 40). Имеется аэропорт.